# Liste der FFH-Gebiete im Landkreis Schweinfurt
Die Liste der FFH-Gebiete im Landkreis Schweinfurt zeigt die FFH-Gebiete des unterfränkischen Landkreises Schweinfurt in Bayern.
Teilweise überschneiden sie sich mit bestehenden Natur-, Landschaftsschutz- und EU-Vogelschutzgebieten.
Im Landkreis befinden sich insgesamt zwölf und zum Teil mit anderen Landkreisen überlappende FFH-Gebiete.